# Patricio Larraín Alcalde
Patricio Larraín Alcalde (Santiago de Chile, 28 de noviembre de 1852-Santiago de Chile, 10 de enero de 1927) fue un militar y político chileno, diputado entre 1888 y 1891 y ministro de Guerra y Marina entre 1897 y 1898. Fue distinguido por su participación en la guerra del Pacífico y en la guerra civil chilena de 1891.

## Primeros años
Patricio Larraín Alcalde nació el 28 de noviembre de 1852 en Santiago de Chile, capital de Chile, como hijo de José Patricio Larraín Gandarillas y de Carolina Alcalde Velasco, siendo parte de la poderosa familia Larraín, y contando con trece hermanos, entre los que destacan Luis, Enrique y Joaquín Larraín Alcalde. Estudiante de derecho en la Universidad de Santiago de Chile, abandonó la carrera en 1873, a los 22 años, cuando fue nombrado secretario de la legación chilena en Bolivia.

### Matrimonio e hijos
El 22 de junio de 1882 se casó con Rosa Prieto Hurtado en la parroquia El Sagrario, hija de Joaquín Prieto Warnes y nieta del expresidente Joaquín Prieto, con quien tuvo tres hijos, José Patricio (1883-1935), Carlos (1886-?) y Rosa Larraín Prieto (1884-?).

## Actividad militar y política
En 1879, al estallar la guerra del Pacífico, se incorporó junto a su hermano Luis al Ejército de Chile, como capitán en el batallón Esmeralda de la primera división, bajo las órdenes del general Santiago Amengual. Tuvo una participación destacada en la batalla de Tacna, cuando alcanzó dos cajas de municiones al coronel Adolfo Holley bajo fuego enemigo, proceso en el cual le mataron dos caballos, valiéndole una recomendación especial por parte de Amengual. Luego asistió a las batallas de Chorrillos y Miraflores en enero de 1881. En esta última batalla, dado el desorden reinante entre las tropas chilenas, el batallón Esmeralda se quedó al cuidado del hospital adonde llegaban los numerosos heridos y muertos, situación en la que, a las 17:30 hs., Patricio encontró a su hermano Luis con un disparo en la cabeza, falleciendo poco tiempo después en Valparaíso. Una de sus últimas acciones en la guerra fue ser parte de la expedición al norte de Patricio Lynch, y gracias a todo lo hecho el Congreso Nacional lo condecoró posteriormente. Tras la firma del tratado de Ancón en octubre de 1883, Patricio volvió a la vida civil.
En 1888, resultó elegido diputado por el departamento Victoria, formando parte del partido Conservador. El continuo enfrentamiento entre el presidente liberal José Manuel Balmaceda y el Congreso Nacional, sumado al descontento de la oligarquía conservadora con el primero, condujo a la guerra civil de 1891, en donde Patricio, se declaró leal a los congresistas, al igual que sus hermanos el diputado Enrique y el capitán del ejército Joaquín. La Junta de Gobierno de Iquique lo nombró teniente coronel, cargo que desempeñó tanto en esa ciudad, como en Antofagasta y Concepción. En 1891, participó en varios combates decisivos del conflicto, tales como la toma de Copiapó, o las batallas de Concón, Viña del Mar y Placilla, ocupando diversos y trascendentales cargos militares.
En 1894, se le designó representante militar chileno en Perú y al año siguiente ocuparía el mismo cargo en Francia. En 1897, ya en Chile, desempeñó brevemente la cartera de Guerra y Marina bajo la presidencia de Federico Errázuriz Echaurren.

### Retiro y últimos años
En 1906, con el grado de general de división, se retiró del Ejército. Luego de enviudar, se casó con Blanca Blanchard Soto en 1921, con quien tuvo dos hijos más, María y Joaquín Larraín Blanchard (1925-?). Falleció finalmente el 10 de enero de 1927, en Santiago de Chile.